# HMS Loch Insh (K433)
«Лох-Інш» (англ. HMS Loch Insh (K433) — військовий корабель, фрегат типу «Лох», замовлення 1943 року, що перебував у складі Королівського військово-морського флоту Великої Британії за часи Другої світової війни.
Фрегат «Лох-Інш» був закладений 17 листопада 1943 року на верфі компанії Henry Robb у Літі. 10 травня 1944 року він був спущений на воду, а 20 жовтня 1944 року увійшов до складу Королівських ВМС Великої Британії.

## Історія служби
У листопаді 1944 року, після введення в експлуатацію та проведення ходових випробувань, «Лох-Інш» приєднався до 19-ї ескортної групи в Ліверпулі. Групу було розгорнуто для захисту конвою на північно-західних підходах та в Ірландському морі. Протягом 14 годин 6 грудня «Лох-Інш» і «Гудолл» шукали німецький підводний човен U-775 біля мису Рат, але підводний човен, який торпедував фрегат «Буллен» і відправив його на дно, залишився неушкодженим.
У січні 1945 року групу перекинули до Ла-Маншу для проведення протичовнових операцій. У лютому фрегат діяв у Ірландському морі і на південно-західних підходах, а у квітні був переведений до складу ескортних сил, що супроводжували арктичні конвої. 18 квітня «Лох-Інш» з 19-ю ескортною групою вирушив на супроводження конвою JW 66, який прибув до Кольської затоки 25 квітня без ускладнень. Після протичовнових операцій біля радянського узбережжя група вирушила з конвоєм RA 66 у зворотний шлях.
29 квітня в Баренцевому морі «Лох-Інш» потопив U-307, використовуючи протичовнові снаряди «Шарк» та її протичовновий міномет «Сквод», і того ж дня у взаємодії з фрегатами «Анквілла» та «Коттон» він потопив U-286. Фрегат «Лох-Інш» було відокремлено від конвою RA 66 разом з іншими кораблями 19-ї групи до їх прибуття в Клайд і відправлено в Літ для переобладнання та підготовки до служби на Індійському театрі війни.
23 серпня фрегат вирушила з Росайта, щоб приєднатися до ескортних сил в Ост-Індії, прибувши до Коломбо 25 жовтня. Там він супроводжувала репатріаційні конвої. У квітні 1946 року, після відвідування узбережжя Східної Африки, «Лох-Інш» повернувся до Великої Британії, був виведений з експлуатації та переданий до резерву у Девонпорті.
21 вересня 1950 року після реконструкції «Лох-Інш» було знову введено в стрій для навчання та візитів 6-ї фрегатної флотилії Домашнього флоту. У квітні та травні 1951 року корабель брав участь у пошуку зниклого підводного човна «Еффрей».
У квітні 1952 року корабель був списаний і стояв у Девонпорті в готовності до програми масштабної модернізації, прототипом якої для решти його типу мав стати «Лох-Інш». Роботи нарешті почалася в травні 1953 року і тривали більше року. 6 вересня 1954 року він був повторно введений у службу, він завершив свої морські випробування в Середземному морі, перш ніж у грудні прибути в Бахрейн для виконання обов'язків у Перській затоці разом з однотипним «Лох-Алві». Їхнім основним завданням був захист британських танкерів, і кораблі здійснювали регулярне патрулювання та відвідування портів до повернення до Великої Британії в серпні 1955 року.
У березні 1956 року він повернувся до патрулювання в Перській затоці після переобладнання. Під час Суецької кризи (операція «Мушкетер») «Лох-Інш» базувався в Бахрейні, де він охороняв нафтові причали Sitra Oil Jetties. У січні 1957 року його замінив «Лох-Ломондом» і фрегат повернувся до Британії через мис Доброї Надії, оскільки Суецький канал був закритий. У березні він прибув у Девонпорт для ремонту.
22 червня 1962 року «Лох-Інш» був виведений з експлуатації до резерву. Він був проданий Королівському флоту Малайзії в 1963 році. Після ремонту в Портсмуті 2 жовтня 1964 року корабель був прийнятий до Королівського флоту Малайзії та перейменований на KD Hang Tuah (F433).